# Hans von Hallwyl
Hans von Hallwyl (Aargau kanton, 1433 – 1504. március 19.) svájci hadvezér volt, a murteni csatában a lovasságot vezette.

## Élete
Életéről keveset tudni. Családja, amelyről 1167-ből maradt fenn az első írásos említés, Aargau kantonban élt, Hallwyl uraként. Apja, Burkhard von Hallwyl volt.
1470-től Bern kanton szolgálatában állt. 1476. június 22-én a Svájci Ószövetség csapatainak egyik vezetőjeként részt vett a Károly burgundi herceg serege elleni csatában. Hans von Hallwyl irányította az 1500 fős, elsősorban elzászi lovagból álló nehézlovasságot. A Burgundi Hercegség meggyengülése után zsoldosként szolgálta XI. Lajos francia királyt, valamint harcolt cseh és magyar seregekben.